# Двадцатиточечный листоед
Двадцатиточечный листоед (лат. Chrysomela vigintipunctata) — вид жуков подсемейства хризомелин (Chrysomelinae) из семейства листоедов (Chrysomelidae). Распространён в Европе, на Кавказе, в Сибири, Казахстане, Монголии, на Дальнем Востоке России, Корейском полуострове и в Японии.

## Описание
Длина тела жуков 6,5—9,2 мм. Тело чёрно-зелёное, надкрылья рыжие, жёлтые или белые, на каждом из надкрылий по 10 чёрных пятен. Бока переднеспинки жёлтые. Голени сверху с продольным желобком только в апикальной (вершинной) половине.

## Экология
Обитают в лесах, болотной местности, долинах рек, а также сгоревших местностях и участках лесов. Питаются жуки листьями ив (ива прутовидная, ива ушастая, ива ломкая, ива розмаринолистная и ива белая), реже тополей.

## Галерея

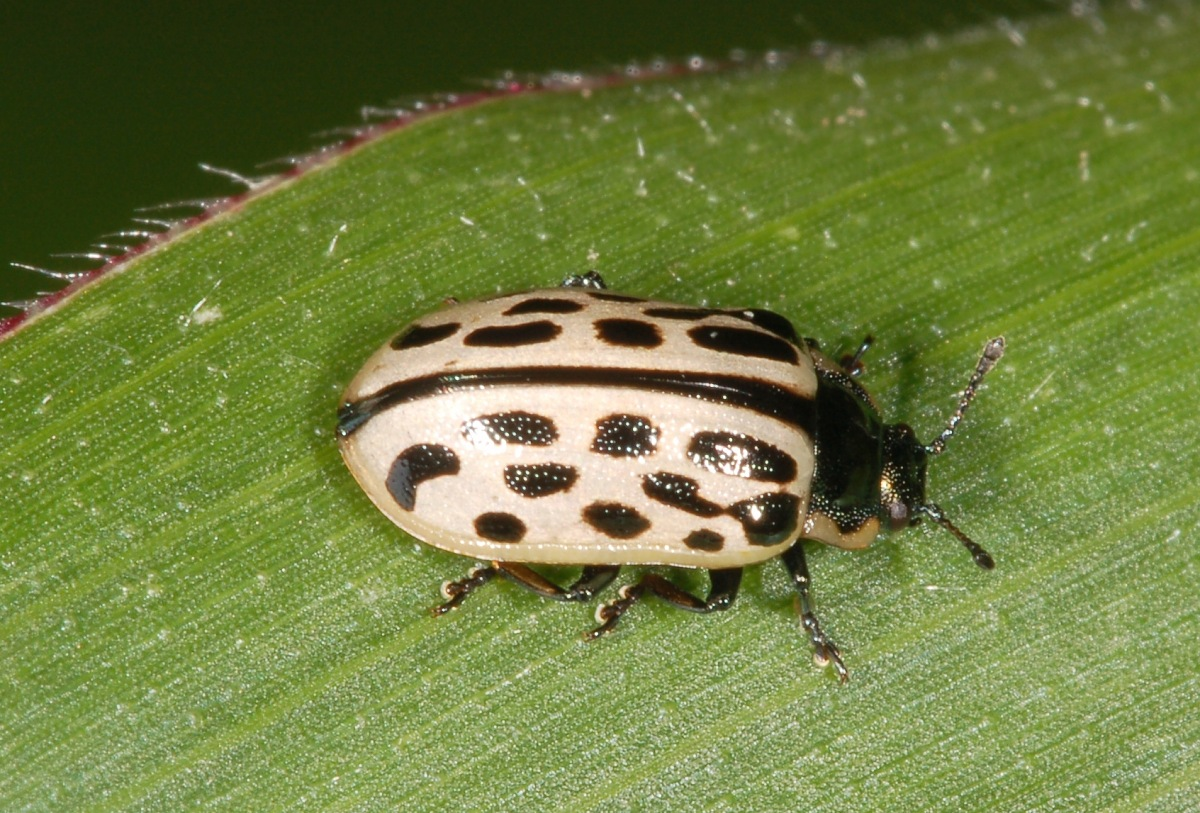
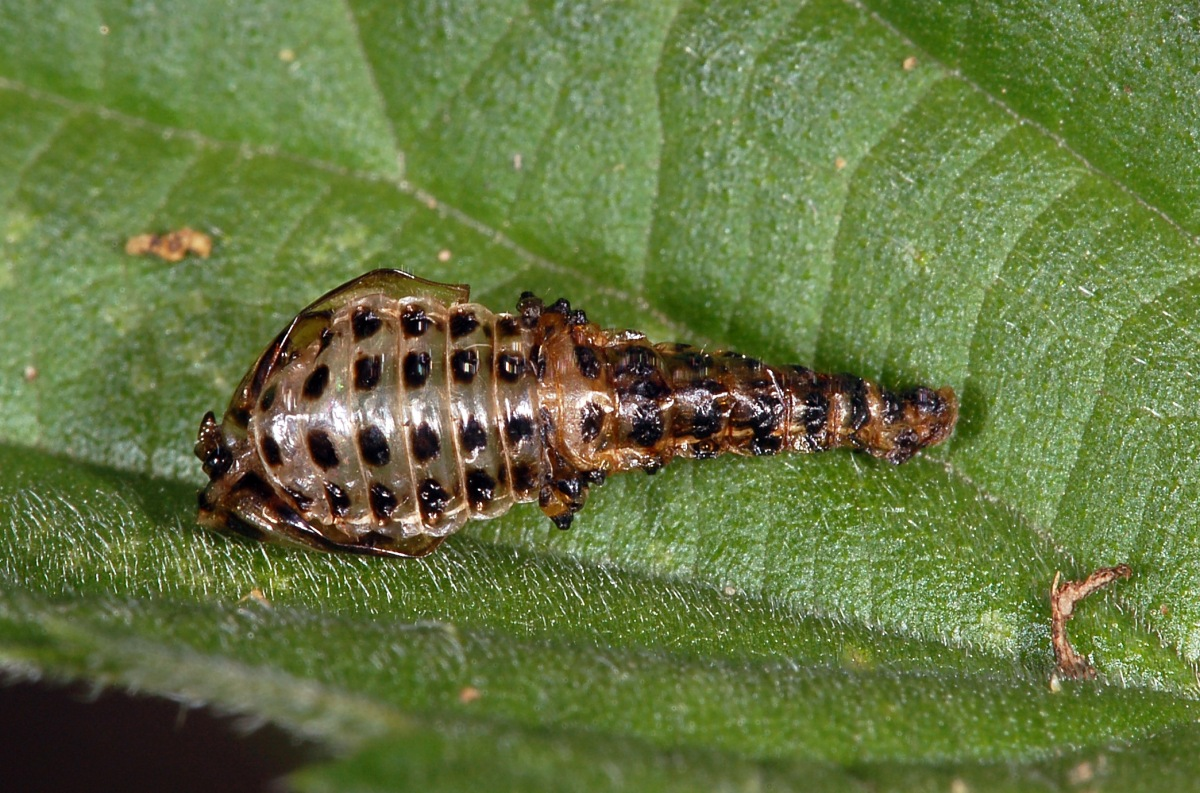
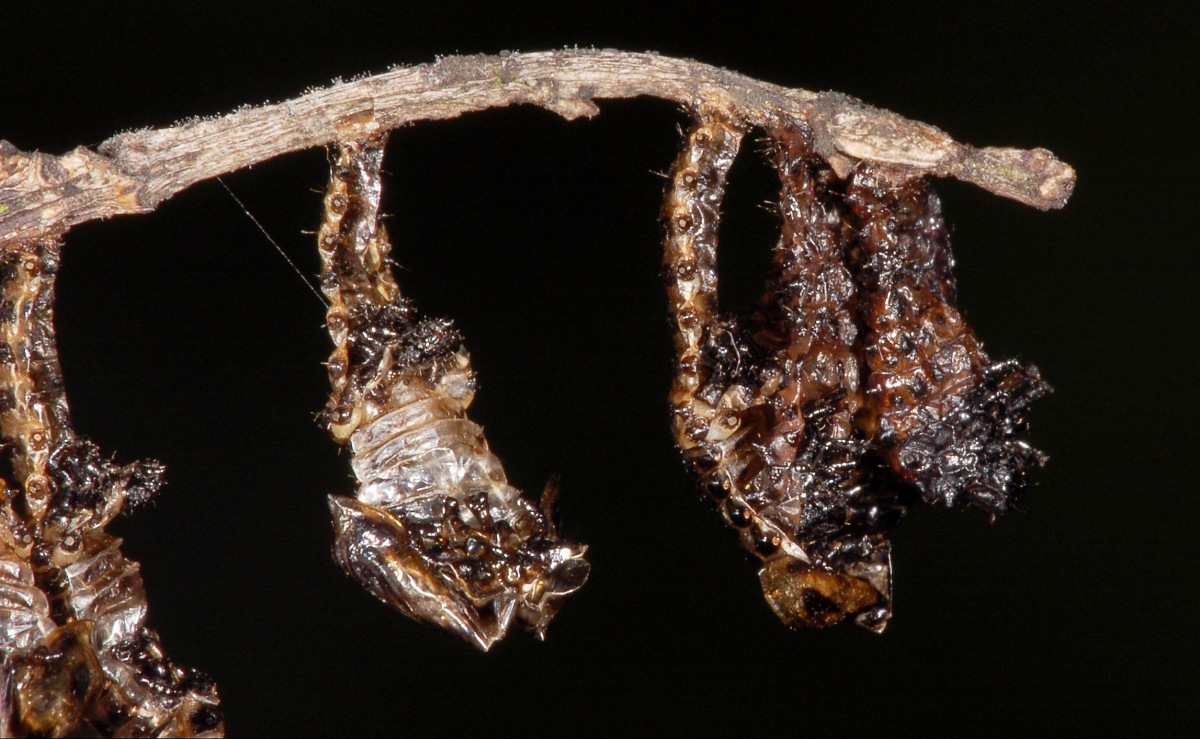